# Partei der Gerechtigkeit
Die Partei der Gerechtigkeit (arabisch حزب العدل, DMG Ḥizb al-ʿAdl, Abkürzung ElAdl) ist eine Partei in Ägypten, die nach der Revolution von 2011 etabliert wurde. Die Gründer waren eine Gruppe führender Persönlichkeiten der Revolution aus verschiedenen Bewegungen, darunter die Jugendbewegung des 6. April, die Nationale Vereinigung für den Wandel und die Kifaja.

## Geschichte
Nach der Revolution 2011 kündigte eine Gruppe von Jugendlichen, die an ihr mitgewirkt hatten, an, dass sie ihre eigene Partei gründen wollen. Im Mai 2011 wurde die Partei der Gerechtigkeit offiziell gegründet, nachdem 5.000 Unterschriften aus ganz Ägypten gesammelt wurden. Ihre Gründung wurde mit der ersten Parteikonferenz, abgehalten im al-Azhar-Park, gefeiert.
Das Gründungskomitee für die Partei umfasst Demokratieaktivisten wie Mostafa el-Naggar, die ägyptische Ökonomin Mona el-Baradei, Schwester des Präsidentschaftskandidaten Mohammed el-Baradei, den ägyptischen Politikwissenschaftler Amr el-Shobaky, den Fernsehmoderator Moez Massoud sowie Abdelgelil Mostafa, den Generalkoordinator der Ägyptischen Bewegung für Wandel, und den ägyptischen Poeten und Aktivisten Abdul Rahman Yusuf, Sohn des islamischen Theologen Yusuf al-Qaradawi.
Die entsandte Kandidaten für mehr als ein Drittel der ägyptischen Parlamentsmandate während der Parlamentswahlen 2011–2012, welche im November begann. 2012 wurde mit der Verfassungspartei eine Vereinigung beschlossen.

## Ideologie
Die Partei der Gerechtigkeit heißt Personen aus verschiedenen politischen Ideologien – sowohl von rechts als auch von links – willkommen und beschreibt sich selbst eher als eine Partei der politischen Programme als eine von einer bestimmten politischen Ideologie. Ihre Politik fokussiert sich auf das Lösen der Bildungs-, Gesundheits- und Arbeitsmarktprobleme in Ägypten sowie auf das Erzielen der Forderungen, die bei der Revolution 2011 aufgestellt wurden.